# ピースネット
ピースネット株式会社は、東京都港区に本社を置く、総合保険代理店を運営する企業である。
「保険流通のアンテナショップ」を標榜し、電話による保険相談を中心に事務所内や訪問での相談も行っている。
特に、持病や手術歴がある場合の保険相談を得意とする。

## 年表
- 2008年（平成20年） - 設立。設立時の所在地は東京都品川区北品川3-6-2 品川MSビル6F
- 2009年（平成21年） - ライフネット生命保険 ピースネットと代理店契約を締結し、「保険マンモス」を通じた保険販売を開始[1]
- 2010年（平成22年） - 移転。移転先は東京都港区港南2-16-2 太陽生命品川ビル18階[2]
- 2011年（平成23年） - 株式会社毎日新聞デジタル、保険マンモス株式会社との共同事業である「毎日新聞デジタル 自動車保険 WEB見積りナビ」とのプロモーション提携を開始[3]
- 2012年（平成24年） - 事務所内や訪問での保険相談を開始